# Абел, Элена Бонгуэла
Элена Бонгуэла Абел (порт. Helena Bonguela Abel; 3 июня 1957, Бела-Виста) — ангольская политическая деятельница, руководящая активистка УНИТА. Участница гражданской войны на стороне Жонаса Савимби. Председатель женской организации УНИТА, депутат Национальной ассамблеи. Бывшая жена Жозе Самуэла Шивале, мать Адриано Сапиньялы.

## Вступление в УНИТА
Родилась в семье крестьян овимбунду из провинции Уамбо После сельской школы продолжала образование в Национальном лицее Серпа-Пинту. Некоторое время работала в почтово-телефонной компании. В Серпа-Пинту 18-летняя Элена Абел находилась 11 ноября 1975 — день провозглашения независимости Анголы.
С юности Элена Абел придерживалась антиколониальных националистических взглядов. В 1974 году вступила в движение УНИТА, возглавляемое Жонасом Савимби.

## В годы гражданской войны
В 1976 примкнула к повстанческой армии УНИТА. Проходила военную подготовку и политическое обучение на партизанских базах. В 1977 прослушала курс политологии и международных отношений, который читал Жонас Савимби.
Элена Бонгуэла Абел участвовала в гражданской войне в качестве политического функционера УНИТА. Вела активную агитационную работу в Квандо-Кубанго. Являлась секретарём молодёжной организации УНИТА — JURA в Менонге (ранее Серпа-Пинту). Одновременно работала учительницей младших классов на контролируемых УНИТА территориях, в том числе в военной столице движения — городе Джамба.
С 1982 Элена Абел является функционером женской организации УНИТА — LIMA. В 1980-х возглавляла комитеты LIMA в Джамбе и Квандо-Кубанго. Активно участвовала в предвыборной кампании УНИТА 1992 года, однако депутатом не стала, поскольку выборы завершились Резнёй Хэллоуин. Со второй половины 1990-х — руководитель организаций LIMA в Баилундо и Уамбо.

## Во главе женской организации
После гибели Савимби 22 февраля 2002 года гражданская война в Анголе прекратилась. УНИТА была легализована как политическая партия. Элена Абел перебралась в Луанду и стала членом высшего органа LIMA. Состоит в центральной Политической комиссии УНИТА. Окончила факультет социальных наук Университета Агостиньо Нето по курсу психологии.
На выборах 2012 Элена Абел была избрана депутатом Национальной ассамблеи Анголы. Состоит в парламентской комиссии по национальной безопасности.
С 2015 года Элена Абел — национальный председатель LIMA. Является активной сторонницей председателя УНИТА Исайаша Самакувы. Выступает с позиций ангольского патриотизма, демократии и социальной справедливости, считает своей задачей мобилизацию ангольского женского движения на борьбу за эти цели. Резко критикует правящий режим МПЛА за нарушения прав человека, подавление оппозиции, антисоциальную политику (особенно в части положения женщин). Участвовала в дискуссии о смертной казни за преступления, совершённые против женщин и детей — будучи принципиальной противницей смертной казни и пожизненного заключения, в этих случаях считает возможным выборочное применение.

## Личная жизнь
Элена Абел была замужем несколько раз. В настоящее время позиционируется как вдова. Имеет пятерых детей. В 1977 году Элена Абел вышла замуж за повстанческого командира Жозе Самуэла Шивале, одного из основателей УНИТА. Этот брак вскоре распался, но супруги имели сына — военно-политического активиста УНИТА Адриано Сапиньялу.
Увлекается сочинениями американского пастора Джона Максвелла, который считается ведущим экспертом по вопросам лидерства. Предпочитает классическую и христианско-евангелическую музыку. Любимый вид отдыха — прогулки.